# Epiblema rimosana
Epiblema rimosana es una especie de polilla del género Epiblema, familia Tortricidae.
Fue descrita científicamente por Christoph en 1882.

## Distribución
Se encuentra en China, Corea, Japón y Rusia (Montañas de Siberia oriental).